# Валени (Руђинешти)
Валени (рум. Văleni) насеље је у Румунији у округу Вранча у општини Руђинешти. Oпштина се налази на надморској висини од 146 m.

## Становништво
Према подацима из 2011. године у насељу је живело 735 становника.